# Pristigenys serrula
El cardenal, catalufa semáforo u ojo de plata (Pristigenys serrula) es un pez de colores predominantemente rojos, miembro de la familia Priacanthidae que habita en aguas poco profundas americanas del Pacífico, en la plataforma continental. Ocasionalmente se utiliza en acuariofilia de agua salada. Alcanza una talla de 34 cm.

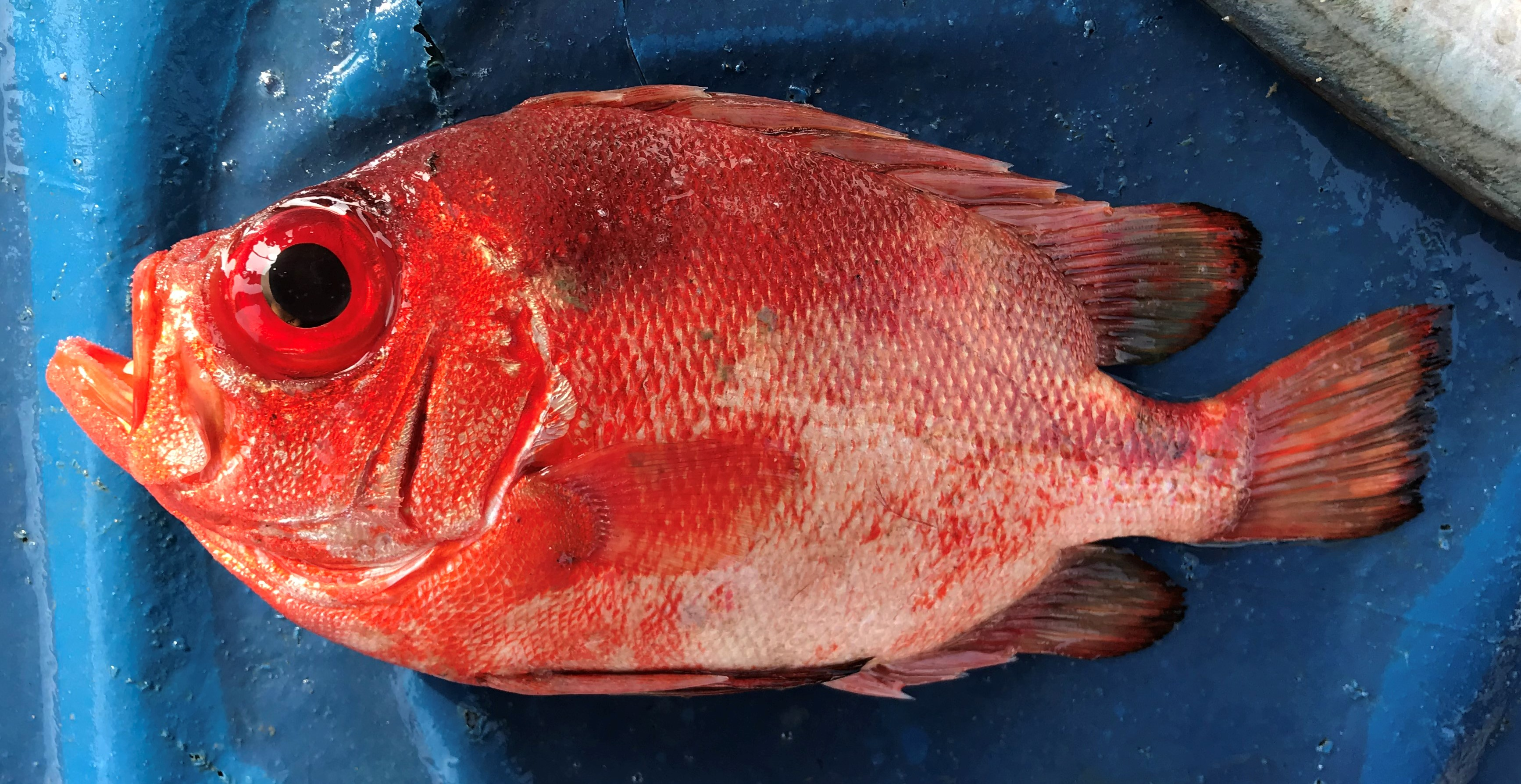
Pristigenys serrula. Puerto de Ancón, Lima, Perú: 07-10-2017

## Biología
Su rango de profundidad va de los 3 a los 200 m, generalmente ligado a fondos rocosos. El gran tamaño proporcional de sus ojos y las escasas observaciones que se producen durante el buceo hacen pensar que se trate de una especie de hábitos nocturnos.

## Conservación
Es escaso en toda su área de distribución, pero esta tiene gran amplitud. Se distribuye a lo largo del Pacífico este, desde Oregón por el norte a la bahía de Tongoy, en Chile por el sur, incluyendo archipiélagos como las islas Galápagos. Se conoce poco de su biología. No sufre especiales amenazas ni se percibe que su población decline. No se estima que sus poblaciones estén severamente fragmentadas. Está catalogada como de Menor Riesgo ("Least Concern"). Es necesario más estudio para conocer el detalle de su estatus.
Tiene poca importancia como recurso pesquero, ya que sus capturas son esporádicas. Resulta también escasamente observado en el buceo.